# 深川ワイナリー東京
深川ワイナリー東京（ふかがわワイナリーとうきょう、英称:FUKAGAWA WINERY TOKYO）は、東京都江東区古石場一丁目にあるワインメーカー。

## 概要
2006年（平成18年）9月21日、ワイナリーコンサル経営の「株式会社スイミージャパン」の中本徹が、東京都江東区深川に都市型ワイナリーを創業したのが始まり。ワインの醸造と販売を業務とした、「ワインの飲み手とワインのプロフェッショナルとをマッチングさせる仕事」そうした会社を目指している。スイミージャパンは、2016年（平成28年）6月、レストラン併設のワイナリー「深川ワイナリー東京」をオープンした。ブドウは生産地から仕入れ、醸造は消費者に近いところで行う、こうしたスタイルは「都市型ワイナリー」と呼ばれ、米国・ポートランドが発祥で、ニューヨークやパリなど世界中に広がりつつある。
深川ワイナリー東京は新たな試みとして、ビル屋上でのぶどう栽培や醸造体験を開始した。2018年（平成30年）からは、海の底（水深3〜4メートル、水温15〜20度ほどで）で半年間赤ワイン熟成させるプロジェクトが東京海洋大学（清水悦郎教授）とで共同研究がスタートした 。2020年（令和2年）12月24日、第4回目となる海底熟成ワイン「長野県産カベルネソーヴィニョン」を沈降した。2018年（平成30年）5月には、門前仲町駅前にぶどうガーデンを併設した「深川ワインガーデン」をオープンした。

## 沿革
- 2006年（平成18年）9月21日 - ワイナリーコンサル経営の「株式会社スイミージャパン」創業[5]
- 2016年（平成28年）6月 - 「深川ワイナリー東京」オープン[5]
- 2018年（平成30年）
  - 4月 - 「大阪エアポートワイナリー」オープン[5]
  - 5月 - 「深川ワインガーデン」オープン[5]
  - 12月 - 東京海洋大学と共同で「海中熟成検証プロジェクト」研究開始[5]
- 2020年（令和2年）8月 - 「渋谷ワイナリー東京」オープン[5]
- 2023年（令和5年）4月26日 - オンラインストアをリニューアルオープン[5]

## 店舗情報
- 「深川ワイナリー東京」（FUKAGAWA WINERY TOKYO）
  - 所在地 - 東京都江東区古石場一丁目4番10号 高畠ビル 1階
  - 事業内容 - ワイン醸造所併設レストランの参加・体験型ワイナリー[6]
  - 醸造設備 - 低温発酵タンク5基、熟成木樽5樽[7]
  - 醸造責任者 - 上野浩輔[7]
  - 年間生産量 - 3万本弱[7]
  - オープン - 2016年（平成28年）6月[2]
  - 営業時間 - 午前11時間〜午後11時、ランチ/午前11時〜午後3時、カフェ/午後3時〜午後5時、デイナー/午後5時〜午後11時[2]
  - 定休日 -  無し[8]

- 「深川ワイナリー東京 テイスティングラボ」（FUKAGAWA WINERY TOKYO TASTING LAB）[8]
  - 所在地 - 東京都江東区古石場一丁目4番10号 高畠ビル 1階
  - 事業内容 - ボトル販売、テイスティング（2022年よりレストラン営業休止）[8]
  - オープン - 2016年（平成28年）6月[8]
  - 営業時間 - 午後0時〜午後6時[8]
  - 定休日 - 無し[8]

- 「深川ワインガーデン」（FUKAGAWA WINE GARDEN）[8]
  - 所在地 - 東京都江東区門前仲町二丁目10番1号 赤札堂深川店 3階テラス[8]
  - 事業内容 - レストラン（年内営業10月30日(日)まで）[8]
  - オープン - 2018年（平成30年）5月[8]
  - 営業時間 - 水〜金曜日/午後1時〜午後9時、土日・祝日/午後0時〜午後9時[8]
  - 定休日 - 月曜日・火曜日(祝日は営業)[8]

姉妹ワイナリー
- 「大阪エアポートワイナリー」（OSAKA AIRPORT WINERY）[8]
  - 所在地 - 大阪府豊中市蛍池西町三丁目555番 大阪国際空港(伊丹空港)内中央 3階[8]
- 「渋谷ワイナリー東京」（SHIBUYA WINERY TOKYO）[8]
  - 所在地 - 東京都渋谷区神宮前六丁目20番10号 MIYASHITA PARK North 3階[8]

## 交通アクセス
- 東日本旅客鉄道（JR東日本）京葉線 - 越中島駅より徒歩約8分
- 東京メトロ東西線・都営地下鉄大江戸線 - 門前仲町駅より徒歩約8分